# 1439 Vogtia
Vogtia (asteróide 1439) é um asteróide da cintura principal com um diâmetro de 47,87 quilómetros, a 3,530565 UA. Possui uma excentricidade de 0,1157524 e um período orbital de 2 914,08 dias (7,98 anos).
Vogtia tem uma velocidade orbital média de 14,90587903 km/s e uma inclinação de 4,20667º.
Esse asteróide foi descoberto em 11 de Outubro de 1937 por Karl Reinmuth.